# Чикагская школа (филология)
Чикагская школа литературной критики, также известна под названием «неоаристотелевской» — развивалась в 1920-1940-х годах в Чикагском университете. Иногда её относят к разновидности литературного формализма, но чаще всего противопоставляют идейному направлению «Новая критика». В то время как «новые критики» серьёзно занимались формой и тем, что Аристотель называет диктумом, «Чикагская школа» предпочитала более целостный подход к литературному анализу. Они опирались на аристотелевский иерархический список нарративных элементов. Согласно Аристотелю и «Чикагской школе», важнейшим аспектом произведения является сюжет (нарратив), за которым следует персонаж, идея и только потом диктум.
К главным представителям «Чикагской школы» относятся Роналд Крейн и Элдер Олсон. Позднее традицию «Чикагской школы» развивали Уэйн Бут и Джеймс Пелан. Основные произведения критиков «Чикагской школы» — это «Трагедия и теория драмы» (Tragedy and the Theory of Drama) Олсона, сборник «Критики и критика» (Critics and Criticism) под редакцией Крейна и «Риторика художественной литературы» (The Rhetoric of Fiction) Бута.